# Charles Merrill
Charles Merrill (ur. 19 października 1885, zm. 6 października 1956) – amerykański broker i finansista, założyciel firmy brokerskiej Merrill Lynch & Co. Umieszczony na liście Time 100: Najważniejsi ludzie stulecia.

## Życiorys
Był synem lekarza i właściciela apteki Charlesa Merrilla oraz Merrill Octavii, z domu Wilson. Urodził się na Florydzie i tam spędził pierwsze lata życia. W 1898 roku jego rodzina przeniosła się do Knoxville w stanie Tennessee, w tym samym jeszcze roku do Jacksonville na Florydzie. Gdy szkoła, do której uczęszczał, spłonęła w wielkim pożarze z 1901 roku, został wysłany do University High School, gdzie pozostał aż do 1903 roku, a następnie przeniósł się do Worcester Academy. Po dwóch latach studiów w Amherst College, uczęszczał na University of Michigan Law School od 1906 do 1907. Następnie w latach 1907–1909 pracował w Patchogue-Plymouth Mills, a w latach 1909–1913 w George H. Burr & Co. w Nowym Jorku. W dniu 6 stycznia 1914 roku założył własny bank, Charles E. Merrill & Co. Sześć miesięcy później dołączył do spółki Edmund C. Lynch. Od 1915 bank nosił nazwę Merrill Lynch & Co. W 1926 Charles Merrill nabył sieć sklepów Safeway.
Jako jeden z pierwszych bankierów z Wall Street, przepowiedział czarny czwartek w 1929 roku, największy krach na giełdzie w historii. Lata 30 poświęcił rozwojowi sieci Safeway. W 1940 przyjął propozycję Edwarda A. Pierce’a, właściciela firmy brokerskiej E.A. Pierce & Co., do połączenia obu przedsiębiorstw. Powstało wówczas Merrill Lynch, E.A. Pierce and Cassatt.
Merrill uważał, że przeciętny Amerykanin powinien mieć możliwość swobodnego inwestowania na giełdzie papierów wartościowych. Był inicjatorem seminariów dla zwykłych obywateli, gdzie byli oni uczeni inwestowania w giełdę. Dbał, aby w tych seminariach uczestniczyły pary małżeńskie, wspólnie podejmując decyzje.